# Lammassaari (ö i Kymmenedalen, lat 60,42, long 26,74)
Lammassaari är en ö i Finland. Den ligger i Finska viken och i kommunen Pyttis i landskapet Kymmenedalen, i den södra delen av landet. Ön ligger omkring 12 kilometer sydväst om Kotka och omkring 100 kilometer öster om Helsingfors.
Öns area är 12,3 hektar och dess största längd är 0,6 kilometer i öst-västlig riktning.